# Camaret-sur-Mer
Camaret-sur-Mer é uma comuna francesa na região administrativa da Bretanha, no departamento Finisterra. Estende-se por uma área de 11,64 km². Em 2010 a comuna tinha 2 559 habitantes (densidade: 219,8 hab./km²).

## População
Os habitantes de Camaret-sur-Mer são chamados de Camarétois.